# Typhlotanais tenuimanus
Typhlotanais tenuimanus är en kräftdjursart som först beskrevs av Wilhelm Lilljeborg 1864. Enligt Catalogue of Life ingår Typhlotanais tenuimanus i släktet Typhlotanais och familjen Nototanaidae, men enligt Dyntaxa är tillhörigheten istället släktet Typhlotanais och familjen Typhlotanaidae. Arten är reproducerande i Sverige. Inga underarter finns listade i Catalogue of Life.